# SpongeBob - Amici in fuga
SpongeBob - Amici in fuga (The SpongeBob Movie: Sponge on the Run) è un film d'animazione realizzato a tecnica mista del 2020 scritto e diretto da Tim Hill.
Prodotto dalla Paramount Animation, Nickelodeon Movies e United Plankton Pictures con l'animazione fornita da Mikros Image, è il terzo film basato sulla serie animata di SpongeBob e seguito di Spongebob - Fuori dall'acqua ed è il primo ad essere pienamente animato in CGI stilizzato, con alcune scene in live action, anziché in animazione 2D tradizionale.
Distribuito dalla Paramount Pictures, inizialmente il film avrebbe dovuto essere distribuito nelle sale cinematografiche mondiali, ma i piani hanno subito una modifica a causa della pandemia di COVID-19. Il film è così stato distribuito nelle sale cinematografiche del Canada il 14 agosto 2020 e anche in quelle cinesi, mentre negli Stati Uniti e uscito invece in video-on-demand e su CBS All Access il 4 marzo 2021. I diritti di distribuzione negli altri Paesi sono stati acquistati da Netflix, ove il film è stato reso disponibile il 5 novembre 2020.
Il film è dedicato a Stephen Hillenburg, creatore di SpongeBob, morto il 26 novembre 2018, che fu anche produttore esecutivo del progetto.
Dalle scene flashback del film mostranti i protagonisti in giovane età in un campo estivo, è stato generato uno spin-off ovvero Kamp Koral.

## Trama
Il film ruota intorno al rapporto tra SpongeBob e il suo animale domestico, la lumaca Gary, che si godono la vita trascorrendo la giornata insieme e divertendosi.
Come tutti i giorni, SpongeBob e Squiddi vanno a lavorare al Krusty Krab dove vengono accolti da Mr. Krab: con il loro arrivo i clienti entrano e la giornata lavorativa inizia. Plankton, come suo solito, continua a tramare per rubare la formula segreta del Krabby Patty. Il suo nuovo piano consiste nell'entrare nel Krusty Krab di sera per rubare la formula aspettando che Krab esca dal locale: lui sostiene infatti che sia Krab a fermare sempre i suoi piani, al contrario della sua compagna robot Karen, la quale afferma invece che sia in realtà SpongeBob a sventare sempre i suoi piani. Plankton però la ignora e si prepara ugualmente all'azione. Confondendosi tra i sottaceti, si intrufola nel Krusty Krab e, quando tutti se ne sono andati, usa con successo un analizzatore su un Krabby Patty lasciato dentro il locale per il giorno dopo per scoprirne la ricetta. Tuttavia, dopo che SpongeBob torna indietro a prendere le chiavi, il suo piano fallisce e capisce finalmente che Karen aveva ragione.
Intanto, nella città di Atlantic City, il tirannico dio Re Poseidone usa la bava delle lumache per "pulirsi" il viso dalle rughe credendo che la bellezza sia ciò che renda un sovrano un buon re. Dopo che la sua ultima lumaca ha finito la bava, decide di emanare un decreto dove chiede ai cittadini di portargliene altre. Gli araldi seminano volantini in tutte le città dell’Oceano, Bikini Bottom compresa. Plankton, dopo aver letto casualmente un volantino in uno dei lampioni, decide di dare a Poseidone Gary, la lumaca domestica di SpongeBob, in modo da liberarsi temporaneamente di lui e rubare indisturbato la formula del Krabby Patty. Si reca quindi a casa sua e rapisce la lumaca portandola con successo al re. 
La sera, SpongeBob torna a casa dopo il lavoro. Non trovando il suo amico, SpongeBob lo cerca dappertutto fin quando scopre con suo grande dolore che Gary è stato rapito da Poseidone e che ora si trova alla sua reggia, ad Atlantic City. Decide perciò di partire alla sua ricerca insieme al suo amico Patrick per salvarlo. I due vengono accompagnati da Otto, un robot che Sandy ha costruito per Mr. Krab, che però se ne è dovuto sbarazzare dopo che ha cercato di prendere il controllo del Krusty Krab su ordine di Plankton.
Durante il viaggio il gruppo arriva fino alla terraferma, precisamente in una città del selvaggio west dove incontrano un saggio cespuglio dalla faccia umanesca di nome Saggio, che diventa la loro nuova guida spiritica. In seguito incontrano dei pirati cannibali fantasmi e vengono catturati dal loro leader, El Diablo, che intende ucciderli, ma fortunatamente riescono a porre fine alla sua minaccia aprendo le tende ed uccidendolo accidentalmente facendo entrare verso di lui spiragli di luce; così facendo, i due riescono a liberare le anime degli altri fantasmi per poi scappare in seguito dallo spirito di El Diablo che infine svanisce.
A Bikini Bottom, intanto, Mr. Krab è in preda alla disperazione perché senza SpongeBob non può più mandare avanti il locale, dato che era lui a garantirgli i clienti con i suoi Krabby Patty. Quando Plankton entra nel Krusty Krab per chiedere a un depresso Mr. Krab di ammettere la sua sconfitta e di dargli la formula, questi obbedisce, e oltre a questo gli dice di prendersi anche il locale. Plankton rimane spiazzato dall'improvvisa dichiarazione di Krab, il quale gli fa notare che senza SpongeBob niente più conta, per poi tornare nel suo ufficio in lacrime. Plankton inizia a sentirsi in colpa per ciò che ha fatto poiché non si sente soddisfatto della sua vittoria e si rende quindi conto che non era come la immaginava.
SpongeBob e Patrick, accompagnati da Saggio e Otto, arrivano intanto ad Atlantic City: nonostante gli avvertimenti del loro mentore, i due vengono distratti dai casinò e dalle giostre del posto perdendo di vista la missione. Risvegliatisi la mattina seguente dopo aver passato la notte intera nel divertimento più sfrenato, i due riescono a intrufolarsi nel palazzo di Poseidone e giungono nel bel mezzo di uno spettacolo a cui assiste lo stesso sovrano. La spugna riconosce Gary e chiede a Poseidone di restituirla, ma il tiranno rifiuta e li fa imprigionare per essere giustiziati il giorno dopo.
A Bikini Bottom, nel frattempo, il Krusty Krab, senza la presenza di SpongeBob, è caduto in rovina e la gente non compra più i panini dato che non c’è nessuno a prepararli. Sandy giunge sul posto proprio mentre in televisione un giornalista annuncia che SpongeBob e Patrick hanno fatto irruzione nel palazzo di Poseidone e che saranno presto giustiziati. Insieme a Mr. Krab, un pentito Plankton e Squiddi, pilota la Patty Mobile per salvarli, giungendo mentre sta iniziando il processo contro di loro. Il gruppo quindi interviene al processo del duo raccontando tutte le cose che SpongeBob ha fatto per loro. Dopo aver dimostrato la loro innocenza, però, salvano Gary e scappano. Inseguiti dalle guardie, il gruppo si infila in un'armatura da cavaliere e li sconfiggono con successo. A quel punto cercano di scappare nuovamente, ma vengono fermati da Poseidone e le altre guardie. Questi si rivela piacevolmente colpito da SpongeBob e i suoi amici e decide di lasciarli andare a patto che la spugna gli dia Gary: SpongeBob si rifiuta ed afferma, inoltre, che ciò che conta realmente sono gli amici, cosa che il potente re non ha. Dopo aver realizzato che la spugna ha ragione, il sovrano si mette a piangere, ma SpongeBob lo consola dicendogli che lui sarà suo amico a patto che lasci andare Gary. Poseidone accetta imparando anche che la bellezza non è tutto e che deve affrontare il fatto di essere divenuto ormai anziano; decide quindi di diventare un re migliore e di liberare tutte le lumache, mentre Gary decide di portarle tutte a casa.
Il giorno dopo, SpongeBob ha ora più di una lumaca e l'intera città ne ha almeno una come animale domestico. L'intera città di Bikini Bottom è infatti divenuta una riserva naturale per queste creaturine.

## Produzione

### Sviluppo
In un'intervista nel febbraio 2015 che parla del successo di SpongeBob - Fuori dall'acqua al botteghino, Megan Colligan, presidente della distribuzione e del marketing in tutto il mondo alla Paramount Pictures, ha dichiarato che la possibilità di un terzo film era "una buona scommessa". In un'altra intervista, il vicepresidente della Paramount Rob Moore ha osservato: "Noi speriamo che non ci vorranno 10 anni per girare un altro film", in riferimento al tempo trascorso tra SpongeBob - Il film (2004) e il suo sequel nel 2015. Più tardi nel 2015, è stato rivelato che Paramount stava sviluppando sequel dei suoi franchise, tra cui un altro film di SpongeBob.
Il film era inizialmente previsto per il 2019, prima di essere ritardato al 2020. A gennaio 2016, Jonathan Aibel e Glenn Berger erano stati scelti per scrivere il film. Nel marzo 2017, il presidente della Paramount Marc Evans ha annunciato che lo studio avrebbe lavorato a stretto contatto con viacom sui suoi marchi televisivi, incluso il film SpongeBob. Nello stesso mese, Yahoo! Entertainment ha dichiarato che il film sarebbe intitolato "The SpongeBob Movie". Nell'aprile 2018, il titolo ufficiale del film è stato rivelato come "The SpongeBob Movie: It's a Wonderful Sponge", mentre il co-sviluppatore di "SpongeBob" Tim Hill è stato annunciato come regista e scrittore per il film. È stato riferito più avanti nell'anno che il film sarebbe stato scritto da Aibel, Berger e Michael Kvamme. I membri del cast principale - Tom Kenny, Bill Fagerbakke, Clancy Brown, Mr. Lawrence, Rodger Bumpass, Carolyn Lawrence, Jill Talley, Mary Jo Catlett e Lori Alan - dovrebbero tutti riprendere i ruoli dei rispettivi personaggi della serie e dei film precedenti.
Nell'ottobre 2018, alla VIEW Conference di Torino, il presidente della Paramount Animation, Mireille Soria, ha rivelato la trama del film. Hans Zimmer è stato anche annunciato come compositore per il film, mentre la Mikros Image, con sede a Parigi, avrebbe gestito l'animazione per il film, che sarebbe stato creato interamente attraverso la computer grafica. Il 12 giugno 2019, è stato annunciato che Reggie Watts e Awkwafina sono stati aggiunti al cast mentre Cyndi Lauper e Rob Hyman, che hanno scritto una canzone per  The SpongeBob Musical, avrebbe scritto canzoni originali per il film. È stato anche annunciato che Mia Michaels avrebbe coreografato e Ali Dee avrebbe aggiunto una canzone originale per il film. Il giorno successivo, Snoop Dogg ha annunciato su Jimmy Kimmel Live! Che ci sarebbe stato nel film. Il 12 novembre 2019, è stato rivelato che il titolo è stato cambiato da "It's a Wonderful Sponge", a "Sponge on the Run", insieme al casting di Keanu Reeves. Nel 2020 viene annunciata la colonna sonora del film tra cui Agua del produttore portoricano Tainy e del cantante colombiano J Balvin, inoltre Weezer canta una canzone per il film intitolata It's always summer in Bikini Bottom e una cover di Take on Me.

## Distribuzione
Inizialmente il film era previsto ad uscire nelle sale cinematografiche mondiali dalla Paramount Pictures, ma i piani cambiarono a causa della pandemia di COVID-19, venendo rimandato a data da destinarsi. A luglio 2020, Netflix ha acquistato i diritti di distribuzione del film, che è stato distribuito sulla nota piattaforma il 5 novembre 2020 in tutto il mondo tranne negli Stati Uniti, Canada e Cina.
In Canada il film è uscito nelle sale cinematografiche il 14 agosto 2020 dalla Paramount, mentre negli Stati Uniti è stato distribuito in video on demand e su Paramount+ il 4 marzo 2021.

## Sequel
Il 24 agosto 2021, è stato rivelato dall'amministratore delegato della Nickelodeon, Brian Robbins, che un quarto film è in lavorazione. Nell'aprile 2023, è stato annunciato che il film si intitolerà in originale The SpongeBob Movie: Search for SquarePants, con lo sceneggiatura di Derek Drymon alla regia del film. Parlerà di come SpongeBob viaggia nelle profondità dell'oceano e affronta il fantasma dell'Olandese Volante. La data di uscita del quarto film è prevista per il 18 dicembre 2025. Il 27 luglio 2024 al San Diego Comic-Con International è stato annunciato che: Mark Hamill doppierà il fantasma dell'Olandese Volante nel film.